# Photographie plasticienne
La photographie plasticienne veut désigner un type de pratique artistique présentée dans le champ de l'art contemporain, qui utilise la technique photographique au service de créations et d'interrogations plastiques, esthétiques et conceptuelles, et tente de s'éloigner des codes de la photographie de genre, autrement dit, des artistes ou graphistes (Edward Ruscha, Andy Warhol) contemporains (Pop Art, Land Art, postmodernisme…) utilisant la photographie comme une des techniques nécessaires à leurs productions.
Cette appellation qui reste contestée car vague et un peu fourre-tout alors qu'il existe déjà des catégories mieux définies (voir ci-dessus)[Où ?] tente de regrouper des pratiques photographiques amorcées durant les années 1960 aux États-Unis et en Allemagne, profitant de l'émancipation de ce médium. Des productions photographiques conceptuelles ou/et hybrides sont exposées en tant qu'art à part entière dans les musées et galeries à partir des années 1970.
Cette expression n'a pas d'équivalent dans d'autres langues (anglais et allemand notamment). Cette nuance linguistique et historique est à signaler pour éviter de faire de cette dernière catégorie (« plasticienne ») un fourre-tout conceptuel flou et donc vide d'utilité auquel pourraient appartenir des figures historiques comme Henry Peach Robinson, Rejlander, sans parler de Hausmann, Man Ray, Moholy Nagy ou Rodtchenko. 
Le critique d'art américain Andy Grundberg, qui a longtemps écrit pour le New York Times (1981-1991), préfère parler de la façon dont la photographie a fait irruption dans l'art contemporain, une irruption qu'il date du début des années 1960 avec, par exemple, les travaux d'Edward Ruscha (Twentysix Gasoline Stations), Robert Rauschenberg et Andy Warhol, autrement dit alors des artistes (peintres et graphistes) émergents utilisant la photographie dans des travaux et media hybrides.
Au lire de l'ouvrage de Grundberg, il serait sans doute plus prudent de parler d'artistes Pop, Conceptuels, Post-Modernes… utilisant la photographie ainsi que de photographes s'apparentant aux courants artistiques Pop, Conceptuels et Post-modernes, et par là même pouvant y appartenir.[pas clair] En résumé, l'étiquette photographie « plasticienne » peut s'avérer à la fois utile et un peu trop flexible, fourre-tout, donc un outil limité tant géographiquement, qu'historiquement et conceptuellement. Elle a cependant bénéficié d'une chambre d'échos dans la presse spécialisée (art) française et dans le milieu académique. L'appellation est certainement synonyme d'un moment historique de la pensée critique française concernant l'art et la photographie contemporaine ; son manque de précision est sans doute la cause de son obsolescence.

## Histoire
Au cours des années 1980, en France (les Becher étaient exposés depuis la fin des années 1950 ailleurs sous l'étiquette « artistes conceptuels », Rauschenberg depuis le début des années 1960), sous l'effet de l'approche barthésienne du médium photographique, trois manifestations entérinent une nouvelle manifestation de l'effacement de la frontière entre la photographie pure et les arts plastiques. En effet que des artistes non photographes s'approprient le medium photographique ou que des photographes utilisent leur medium pour des interrogations esthétiques et conceptuelles n'est pas nouveaux (Hausmann, dadaïstes, avant-garde russe). Ces démarches sont sans doute aussi vieilles que la photographie elle-même. Mais revenons à nos trois manifestations : en 1980, c'est d'abord Michel Nuridsany qui organise à Paris l'exposition « Ils se disent peintres, ils se disent photographes » ; puis en 1989, Jean-François Chevrier organise coup sur coup deux expositions-manifestes : « Une autre objectivité » à Paris et « Photokunst » à Stuttgart.
L'expression « photographie plasticienne », quant à elle, est forgée par la critique d'art Dominique Baqué en 1998 et rapidement répandue dans certains milieux académiques français et sur le marché de l'art français.
Il est difficile de caractériser précisément la photographie plasticienne tant les pratiques diffèrent d'un artiste à l'autre. Cependant, alors que la photographie « classique » chercherait à proposer une représentation proche du réel, le « photographe plasticien » aurait vocation à mettre en scène l'espace et les personnes ou objets qui le composent, selon une mise en scène savamment orchestrée. Ainsi, la photographie n'a plus d'autre sujet que les créations de ses auteurs, ce qui, comme mentionné plus haut, est loin d'être une nouveauté dans la deuxième moitié du vingtième siècle. Considérons donc l'appellation comme un outil récent ajouté au vocabulaire critique et académique, mais dont l'utilisation nécessitera une définition claire de la part de son utilisateur.
En 2003, Jean-Christophe Béchet, Christian Gattinoni et Yannick Vigouroux ont tenté de distinguer huit familles de photographes plasticiens :
- 2. Fragments d'intimité ;
- 3. La photo autobiographie ;
- 4. Le reportage fiction ;
- 5. Un humanisme objectif ;
- 6. La bonne photo ratée ;
- 7. Les non-lieux du paysage ;
- 8. La photo sculpture.